# Charles-Louis de Keverberg de Kessel
Charles Louis Willem Joseph baron de Keverberg de Kessel, (en néerlandais Karel Lodewijk Willem Josef van Keverberg van Kessel), baptisé Carolus Ludovicus Gulielmus Josephus, né à Haelen le 13 mars 1768, décédé à La Haye le 30 novembre 1841, est un homme politique belge et néerlandais.

## Biographie
Charles de Keverberg est le fils de Carolus Emanuel Caspar Josephus de Keverberg, seigneur de Haelen, Aldegoor et Neer et de Anna Maria Josephia baronne de Weichs.
Le 19 décembre 1811, il épouse Sophie Louise Francoise von Loe (1786-1814) et en secondes noces le 30 mars 1818, Maria Lodge, née à Stonor (Angleterre). De cette seconde union naît un fils, Fredericus Henricus Carolus Ernestus baron de Keverberg de Kessel, qui sera membre de la Tweede Kamer (Chambre des représentants) des Pays-Bas en 1864.
Après des études à Utrecht, à Bonn et à Francfort-sur-l'Oder, il entre en 1790 dans l’administration de la Haute-Gueldre prussienne .
En 1801, au temps du royaume de Hollande, il est administrateur du département de la Meuse-Inférieure (actuelle province du Limbourg néerlandais).
Sous le Premier Empire, il est sous-préfet à Clèves (actuelle Allemagne) dans le département de la Roer de 1804 à 1810. Il continue les efforts d'améliorer l'enseignement, commencé par son prédécesseur le sous-préfet Dorsch. Il introduit le français aux écoles primaires, en plus de l'allemand et du néerlandais. En janvier 1809 le pays de Clèves est touché par l'une des plus grandes inondations de l'histoire de la région. Le sous-préfet Keverberg se fait remarquer par ses efforts de secours aux sinistrés de cette inondation de 1809. L’empereur Napoléon l'honore alors du titre de chevalier de la Légion d'honneur et le nomme préfet du département de l’Ems-Supérieur à Osnabrück (actuelle Allemagne), le 30 novembre 1810, il est installé officiellement le 28 février 1811. Préfet représentant l'occupant français, il est de plus en plus en butte à l'hostilité populaire quant à la conscription, puis au sujet des douanes et taxes. Après l'entrée en guerre de la Prusse contre la France, il fuit Osnabrück fin octobre-début novembre 1813, quelques mois avant la dissolution du département, le 30 mai 1814.
À la formation du royaume uni des Pays-Bas en 1815, il se fait remarquer par ses observations sur la Constitution. En 1815, il est nommé gouverneur de la province d'Anvers, ci-devant département des Deux-Nèthes (actuelle Belgique). Le 16 février 1816, il est admis à la noblesse néerlandaise avec le titre de baron. À la même époque, il devient curateur de l’université de Gand et membre honoraire de l’Académie des sciences et des belles-lettres à Bruxelles.
De 1817 à 1819, il est gouverneur de la province de Flandre-Orientale (ci-devant département de l’Escaut) à Gand. Il y installe une Société de statistique de la Flandre orientale, qui va s'occuper des statistiques concernant cette province, et il y écrit l'Essai sur l’Indigence dans la Flandre Orientale. Les autres publications de Keverberg de Kessel concernent le domaine de l'économie générale, du droit constitutionnel et de l'histoire. C'est pourquoi il devient en 1820 membre de la Maatschappij der Nederlandse Letterkunde (Académie néerlandaise des lettres) (nl). Sur la question de l'indigence, il publie également De la colonie de Frederiks-Oord en 1821, moitié de sa main, moitié un texte de Johannes van den Bosch traduit par van Keversberg.
En 1819, il est nommé membre du Conseil d'État du royaume uni des Pays-Bas, où il siègera de longues années. Il déménage à Bruxelles et plus tard il suit le gouvernement à La Haye. Là encore, il s'occupe des questions d'indigence. En 1828, il est membre d'une commission sur l'enseignement supérieur.
En 1830, à la révolution belge il est suspendu provisoirement, n’étant pas né dans les Provinces-Unies. Plus tard, il est réintégré par Guillaume Ier au Conseil d’État du royaume des Pays-Bas. Autant attaché à la Belgique qu’au roi, il écrit une apologie Du royaume des Pays-Bas, sous le rapport de son origine, son développement et de sa crise actuelle ; suivi de pièces justificatives (publié en 1834). À la fin de sa vie, Keverberg van Kessel est nommé commandeur de l'ordre du Lion néerlandais.

## Œuvres

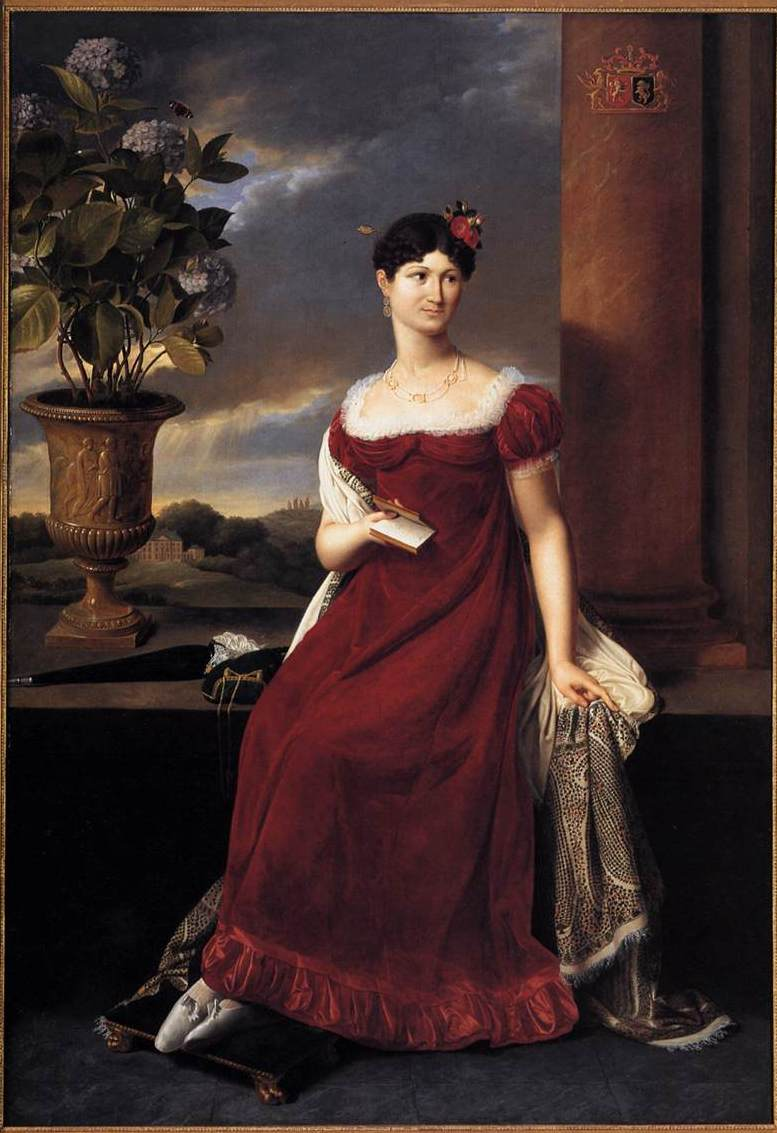
Mary Lodge, l'épouse de Charles-Louis de Keverberg de Kessel en 1818

- Kurze Anweizung für Schullehrer zur würdigen Führung ihres Amts, Clèves, 1808.
- Réflexions sur la loi fondamentale qui se prépare pour le Roïaume des Païs-Bas, De l'Imprimerie de Koch, 1815.
- Discours prononcé le 4 août 1817, par S. E. M. le Baron De Keverberg-De Kessel, Gouverneur de la Flandre-Orientale, Chevalier de l'Ordre du Lion Belgique; à l'occasion de la Distribution des Prix proposés au concours de l'académie royale de dessin, peinture, sculpture et architecture de Gand, Gand, 1817 en ligne
- Ursula, princesse Britannique, J.N. Houdin, Gand 1818 en ligne.
- Essai sur l'Indigence dans la Flandre Orientale, J.N. Houdin, Gand 1819 en ligne.
- De la Colonie de Frederiks-Oord, 1821 (avec Johannes van den Bosch), en ligne.
- Du Royaume des Pays-Bas, sous le rapport de son origine, son développement et de sa crise actuelle; suivi de pièces justificatives, T. Lejeune, La Haye 1834 en ligne.
- Vom Königreiche der Niederlande Hallberger, 1836.

## Actualité
Dans le cadre du projet Canon de…, projet lancé par l'État néerlandais depuis 1997, les historiens ont donné à Charles de Keverberg une place dans la canon régional Canon de la province de Limbourg.

## Pour approfondir